# Конвой № 1055
Конвой № 1055 — японський конвой часів Другої світової війни, проведення якого відбувалось у вересні 1943 року.
Конвой сформували на атолі Трук (нині Чуук) у східній частині Каролінських островів, де ще до війни створили потужну базу ВМФ, а місцем призначення був Рабаул — головна передова база в архіпелазі Бісмарка, з якої безпосередньо провадились операції на Соломонових островах та сході Нової Гвінеї.
До складу конвою увійшли транспорти «Ямафуку-Мару», «Шоун-Мару», «Сан-Франциско-Мару», «Кіова-Мару» та «Чійо-Мару». Ескорт забезпечували мисливці за підводними човнами CH-30 та CH-32.
5 вересня судна вийшли з Труку та попрямували на південь. Хоча в цей період на додачу до підводних човнів на комунікаціях архіпелагу Бісмарка починала діяти союзна авіація, конвой № 1055 зміг пройти без втрат та 11 вересня прибув до Рабаула.